# Ohio Company

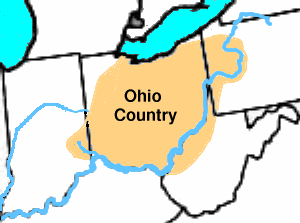
Lo stato dell'Ohio con gli attuali confini (in nero) e l'area coloniale (in ocra)

La Ohio Company, formalmente nota come Ohio Company of Virginia, fu una compagnia di speculazione terriera organizzata per insediare gli abitanti della Virginia nell'Ohio (area corrispondente approssimativamente all'epoca all'attuale stato dell'Ohio) e consentire loro di commerciare con i nativi americani locali. La compagnia ottenne delle concessioni terriere dalla Gran Bretagna e concluse dei trattati con gli indiani, ma anche la Francia aveva delle pretese sull'area e pertanto questo conflitto interno aiutò lo scoppio della guerra franco-indiana.

## Costituzione
Alcuni esploratori della Virginia riconobbero un certo potenziale alla regione dell'Ohio, sia per la colonizzazione che per una eventuale capitalizzazione, ma anche per bloccare l'espansione francese in quel territorio. Nel 1748, Thomas Lee ed i fratelli Lawrence e Augustine Washington decisero di organizzare la Ohio Company per rappresentare degnamente le prospettive commerciali degli investitori della Virginia nell'area.

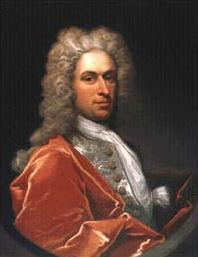
Thomas Lee, presidente del Consiglio di Stato della Virginia, organizzò la Ohio Company of Virginia nel 1748.

Oltre a coloro che ottennero il mandato originario dal governatore della Virginia, Robert Dinwiddie, altri membri dell'organizzazione furono John Hanbury, il colonnello Thomas Cresap, George Mercer, John Mercer e John Francis Mercer. In quello stesso anno, George Mercer chiese a Giorgio II di Gran Bretagna il permesso di occupare alcune terre in Ohio, e nel 1749, la corona britannica concesse alla compagnia 500.000 acri (2023 km2) di terreno nella valle dell'Ohio tra i fiumi Kanawha e Monongahela. La concessione era suddivisa in due parti: 200.000 acri (809 km2) sarebbero stati concessi subito, mentre i successivi 300.000 (1214 km2) sarebbero stati concessi se la Ohio Company fosse riuscita ad insediare nell'area almeno cento famiglie in sette anni. Successivamente, alla Ohio Company venne richiesto di costruire un forte e provvedere una guarnigione per la difesa dei coloni a proprie spese, ottenendo però in cambio l'esenzione dal pagamento delle tasse per dieci anni per facilitare gli insediamenti.
Gli organizzatori siglarono un trattato di collaborazione a Logstown con le principali tribù della regione nel 1752. Un gruppo rivale di speculatori terrieri della Virginia, la Loyal Company of Virginia, venne costituito nel medesimo periodo, includendo personaggi influenti come Thomas Walker e Peter Jefferson (padre di Thomas Jefferson).
Nel 1752 George Mason, poi uno dei padri fondatori dello stato libero della Virginia, divenne tesoriere della Ohio Company, e mantenne tale carica sino alla sua morte nel 1792.

## La guerra franco-indiana

La mappa Fry-Jefferson del 1755 che mostra i confini originali degli insediamenti prima dello scoppio della guerra franco-indiana

Nel 1748–1750, la Ohio Company assunse Thomas Cresap che aveva aperto un forte commerciale e fondato Oldtown (Maryland) (oggi parte della città di Cumberland) ai piedi delle Cumberland Narrows assieme a quella che venne chiamata Nemacolin Trail, una delle tre basse catene che attraversano la valle degli Appalachi. Cresap ottenne il contratto per realizzare un sentiero attraverso le montagne verso il fiume Monongahela, e poi iniziare l'apertura di una strada carrozzabile vera e propria. 
Nel 1750, la Ohio Company assunse Christopher Gist, abile boscaiolo ed esploratore, per compiere un viaggio nella valle dell'Ohio per identificare terre adatte per potenziali insediamenti. Egli, dopo un viaggio esplorativo, ne concluse che la regione di Kanawhan e la stessa valle dell'Ohio erano le aree più adatte e qui iniziò la costruzione di alcuni insediamenti tra il 1750 ed il 1753. Il suo diario fornisce ancora oggi dati interessanti sulla natura dell'Ohio all'epoca come pure sui Monti Allegheni. Gist si spinse anche più a ovest sino al villaggio indiano di Pickawillany (nei pressi dell'attuale città di Piqua (Ohio)). Sulla base del suo rapporto, la Ohio Company si insediò nelle aree corrispondenti all'attuale Pennsylvania occidentale e Virginia occidentale; Gist e Cresap ricevettero entrambi delle terre in compensazione del lavoro svolto. Nel 1752 la compagnia completò il sentiero che conduceva da Wills Creek (Cumberland (Maryland)) e Redstone Old Fort (Brownsville (Pennsylvania)).
Gli sforzi per gli insediamenti nell'area ad ogni modo vennero complicati pesantemente dalle pretese terriere dell'epoca e nella lotta tra Gran Bretagna e Francia per il colonialismo in Nord America. La Ohio Country dovette cedere alla sovranità dello stato l'attuale città di Pittsburgh. I francesi nel contempo occuparono parte della regione fondando Fort Duquesne. Dinwiddie, il governatore, rispose inviando delle unità militari al comando di un'allora sconosciuto George Washington nella regione, fatto che portò allo scoppio della guerra franco-indiana.

## Dopo la guerra
Nel 1763, la Ohio Company inviò dei propri rappresentanti con una petizione alla Corona Britannica per ottenere il rinnovo delle concessioni. I piani di insediamento civile e militare continuavano, in particolare grazie all'interessamento di Henry Bouquet che nel 1764 elaborò un sistema di avamposti militari a ovest per proteggere la prospettiva di nuovi insediamenti. Ad ogni modo, con la successiva guerra di Pontiac, le terre dei monti Appalachi vennero concesse alle tribù dei nativi in virtù della Proclamazione del 1763 .

## La Grand Ohio Company

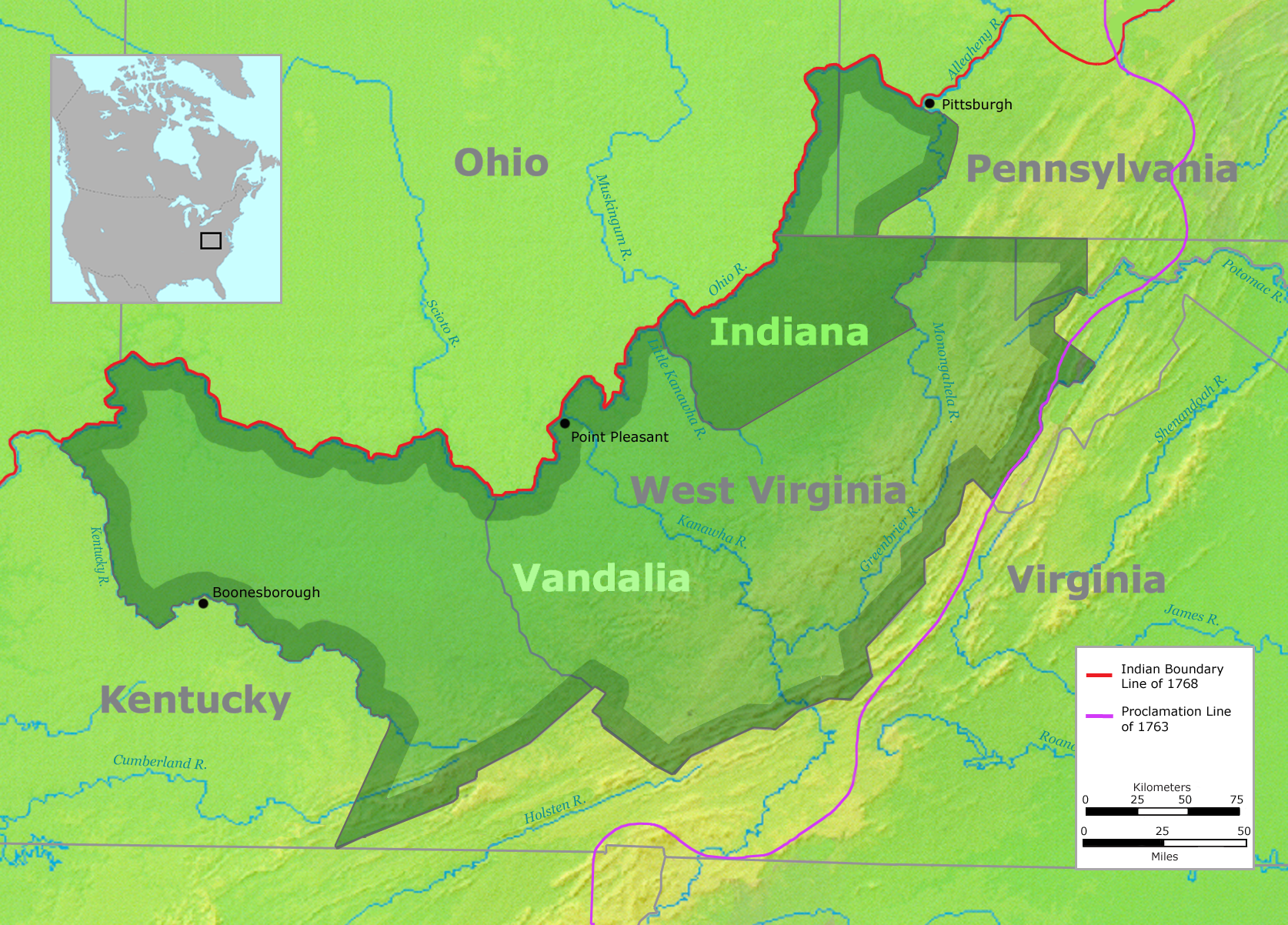
Questa mappa illustra la colonia di Vandalia proposta dalla Grand Ohio Company.

Nel 1768, il governo britannico autorizzò Sir William Johnson a sottoscrivere il Trattato di Fort Stanwix, ottenendo i diritti sulla terra dagli Irochesi, sulla base della Proclamazione del 1763. Samuel Wharton e William Trent si unirono poco dopo a queste concessioni con altri speculatori per costituire la Walpole Company, dal nome del fondatore Thomas Walpole. L'obbiettivo della società era quello di acquisire oltre 10.000 km2 di terreno nell'Ohio. Benjamin Franklin fu uno dei settantadue soci assieme a George Croghan ed a sir William Johnson, tra gli altri. La Walpole Company, la Indiana Company ed i membri della Ohio Company decisero a questo punto di riorganizzarsi e fondersi insieme, il 22 dicembre 1768, costituendo la Grand Ohio Company. Nel 1772, la Grand Ohio Company ottenne dal governo britannico nuove concessioni della costa sud del fiume Ohio sino al fiume Scioto. Venne pianificata quindi la fondazione di una nuova colonia chiamata Vandalia. Ad ogni modo, lo scoppio della Rivoluzione americana interruppe il processo di colonizzazione e nulla di quanto programmato poté essere compiuto. La compagnia, con sede a Londra, cessò nel 1776.
La Ohio Company of Associates venne rifondata nel 1786, composta in gran parte da veterani del New England che avevano ottenuto terre dal Congresso Continentale durante i loro anni di servizio nel corso della Rivoluzione.